# باد إمس
باد امس (بالألمانية: Bad Ems) هي district capital، location with spa، بلدة، مدينة وبلدة ألمانية تقع في ألمانيا في منطقة الراين لان. يقدر عدد سكانها بـ 9,288 نسمة .

## المدن التوأمة
مدن Blankenfelde-Mahlow، Droitwich Spa وCosne-Cours-sur-Loire هي مدن توأمة لـباد امس.

## أعلام
- هانز مارتن شتير
- أدولف باش
- جوزيف درانبور